# Max Mosley
Max Rufus Mosley (Londen, 13 april 1940 – Chelsea (Londen), 24 mei 2021) was een Brits autocoureur en was de voorzitter van de Fédération Internationale de l'Automobile (FIA), een internationale federatie van verschillende nationale auto-, motorsport- en motorclubs. De FIA is eveneens verantwoordelijk voor de organisatie van Formule 1.

## Levensloop
Mosley was de vierde zoon van Oswald Mosley, voormalig leider van de British Union of Fascists, en het tweede kind uit Oswald Mosleys huwelijk met Diana Mitford. De eerste jaren van zijn leven bracht hij gescheiden van zijn ouders door, omdat ze tijdens de Tweede Wereldoorlog door de Britse regering waren geïnterneerd. Mosley volgde onderwijs op privéscholen in Frankrijk, Duitsland en Groot-Brittannië voordat hij in Oxford ging studeren aan Christ Church, waar hij een graad in natuurkunde behaalde.
Reeds op jonge leeftijd was Mosley betrokken bij de politiek; in zijn tienerjaren organiseerde hij sociale activiteiten voor de politieke partij Union Movement, die was opgericht door zijn vader. Omdat de partij bekendstond als fascistisch en de achternaam Mosley daarmee een negatieve klank kreeg besloot hij te stoppen in de politiek.
In de jaren zestig was Mosley actief als amateur-autocoureur. Het hoogste niveau dat hij bereikte was Formule 2. In 1970 deed hij voor het eerst mee aan de Formule 1, niet als rijder, maar als oprichter van raceautobouwer en Formule 1-team March Engineering.
In de jaren zeventig werd Mosley de rechtsadviseur van de Formula One Constructors Association (FOCA), de organisatie die de Formule 1-teams representeert. Mosley legde bij die organisatie de basis voor het eerste Concorde Agreement, een overeenkomst waarin televisierechten en de verdeling van het prijsgeld zijn vastgelegd. In 1991 werd Mosley verkozen tot directeur van FISA. In 1993 werd hij directeur van de overkoepelende organisatie FIA. Hij werd op 23 oktober 2009 opgevolgd door de Fransman Jean Todt.

## In opspraak
In april 2008 kwam Mosley in opspraak, toen de Daily Mail een filmpje openbaarde waarin hij in compromitterend damesgezelschap te zien was. Een van deze dames, met wie de voorzitter van de Internationale Autosportfederatie een sm-spel speelde, is getrouwd met een geheim agent van MI5. Een onderzoek werd gestart.

## Privéleven
Mosley was getrouwd met Jean Taylor. In 1970 werd hun eerste zoon, Alexander, geboren en in 1972 hun tweede zoon, Patrick. Alexander overleed op 5 mei 2009 op 39-jarige leeftijd door een overdosis heroïne.
In zijn huis in de Londense wijk Chelsea overleed Mosley in mei 2021 op 81-jarige leeftijd aan de gevolgen van een zelf toegebrachte schotwond nadat de diagnose terminale kanker door artsen werd vastgesteld.
Hij liet ruim 11 miljoen pond na aan de universiteit van Oxford onder de voorwaarde, dat deze een leerstoel zou vernoemen naar de jong gestorven Alexander Mosley. Het accepteren van het geld en de voorwaarde leidde tot protesten op de universiteit.